# بونتي دي سور
بونتي دي سور هي مدينة من مدن البرتغال. يبلغ عدد سكانها 16,722 نسمة وذلك حسب إحصائيات سنة 2011. تبلغ مساحتها 839.71 كم².

## وصلات خارجية
- الموقع الرسمي